# Xerodes
Xerodes là một chi bướm đêm thuộc họ Geometridae.

## Các loài
- Xerodes albisparsa  (Warren, 1896)
- Xerodes albonotaria  (Bremer, 1864)
- Xerodes cinerosa  (Warren, 1895)
- Xerodes contiguaria  (Leech, 1897)
- Xerodes crenulata  (Wileman, 1915)
- Xerodes inaccepta  (Prout, 1910)
- Xerodes lignicolor  (Warren, 1897)
- Xerodes pilosa  Holloway, 1994
- Xerodes rufescentaria  (Motschoulsky, 1861)
- Xerodes singularis
- Xerodes sordidata  (Inoue, 1987)
- Xerodes testacearia
- Xerodes ypsaria  Guenee, 1857